# Harpyionycteris whiteheadi
Harpyionycteris whiteheadi — вид рукокрилих, родини Криланових.

## Поширення та екологія
Цей вид зустрічається на Філіппінах. Діапазон поширення за висотою: від рівня моря до 1800 м. Зустрічається в рівнинних і гірських лісах, у первинних, злегка порушених і вторинних місцепроживаннях. Це досить великий крилановий, який літає помірно високою і, як відомо, спить на деревах.

## Загрози та охорона
Хоча це не вважається серйозною загрозою, цей вид є вразливим до вирубки лісів. Цей вид зустрічається в деяких охоронних територіях.